# Будда Самантабхадра

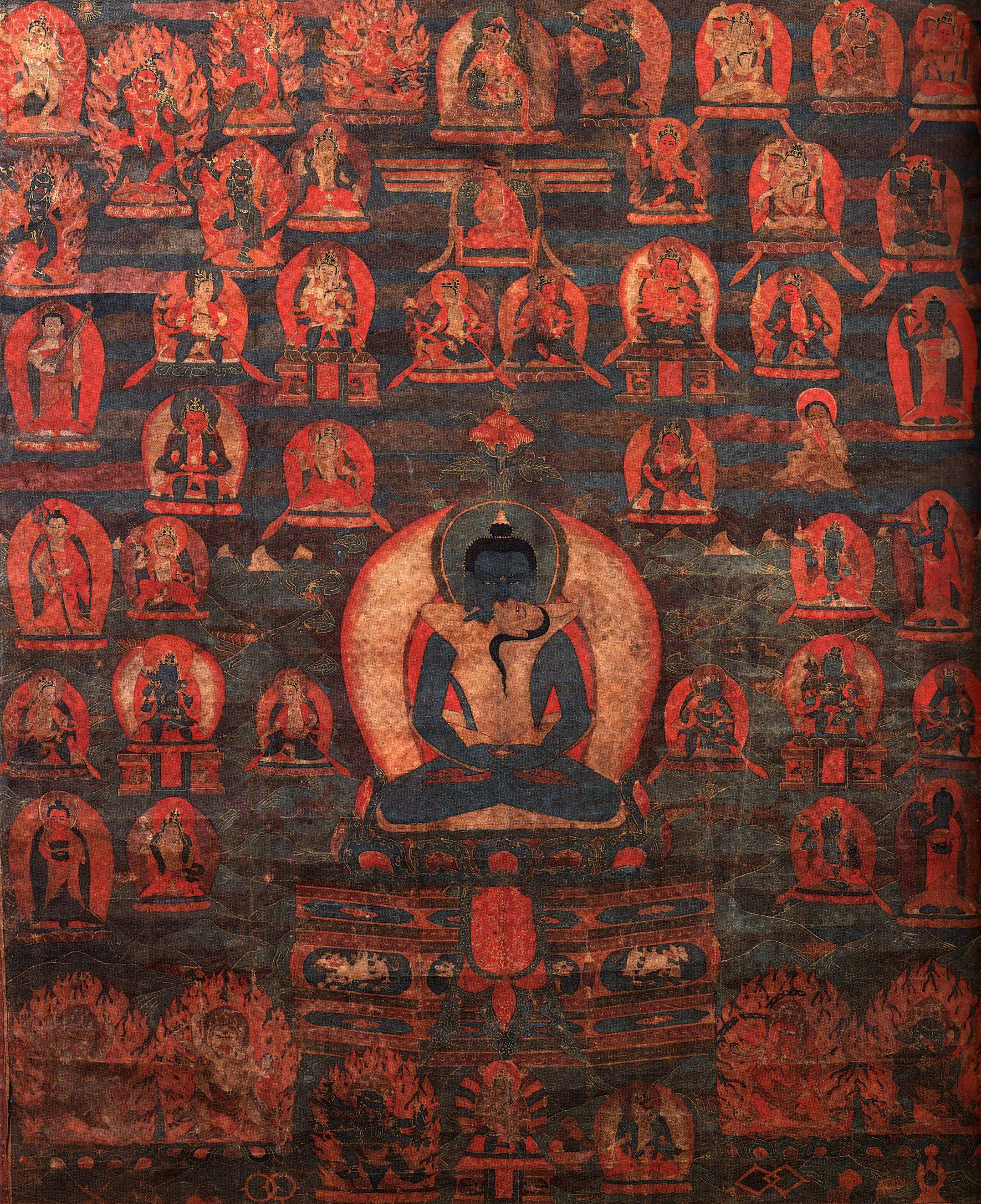
Аді-Будда Самантабхадра

Будда Самантабхадра (санскр. Samantabhadra, тиб. kun tu bzang pokun tu bzang po — Кунту Зангпо, букв. «Всеблагий») — будда Дхармакаї, будда вимірювання пустотної природи розуму. У школі Ньїнґма Початкового Будду іменують Самантабхадрою (не плутати Початкового Будду Самантабхадру з Бодгісаттвою Самантабхадрою).
Ім'я Самантабхадра перекладається як «Благородний у всьому», «Завжди Прекрасний», «Всеблагий». Його тіло темно-синього кольору, цей колір символізує безмежність простору природи розуму.
Самантабхадра зображується як в одиночній формі, так і в союзі з дружиною (союз Яб-юм). Її білий колір символізує споконвічну чистоту вимірювання пустотної природи розуму. Їх союз є єдність всього в недвоїстості, це також символ нерозривної єдності блаженства і порожнечі. На відміну від Ваджрадгари, тантричної персоніфікації Дгармакаї, Самантабхадра і його дружина зображуються оголеними і без прикрас. Це символізує свободу споконвічної природи реальності від будь-яких «шат».
Самантабхадрі — «Всеблага», санскр. (тиб. kun tu bzang mokun tu bzang mo — Кунту Зангмо, «Всеблага»), дружина Самантабхадри, символізує порожнечу (шуньяту). Порожнеча — це не означає небуття. Під порожнечею в буддизмі розуміється, що «всі дгарми позбавлені самості» (Дгаммапада, 279), всі явища взаємозумовлені і взаємопов'язані, і кожне з них не має незалежного існування (свабгава). Ця порожнечість за межами концепцій, поза формами і кольорами. Про неї кажуть, що вона від початку чиста і вільна від "умостворень".
У тексті «Бардо Тодол» є наступний опис вимірювання Аді-Будди (Будди Споконвічного): «Перед тобою сяє Ясне Світло дгармати, дізнайся його. Син благородного сімейства, тепер у твоєї свідомості немай ні форми, ні кольору, ні змісту, і воно проявляється як чиста порожнеча. Це порожнеча Самантабхадри. Твоя свідомість порожня — це не абсолютна порожнеча, а порожнеча вільна, ясна, чиста і жива. Цей стан свідомості і є Будда Самантабхадра. Вони — свідомість власної порожнечі і позбавленості сутності природи, свідомість ясна і сяюча — нероздільна. Це Дгармакая Будди».